# Symphony III – Monolith
Symphony III – Monolith ist ein Album des belgischen Funeral-Doom-Projektes Until Death Overtakes Me.

## Geschichte
Aus den Erfahrungen des Vertriebs und Verkaufs des vorausgegangenen Albums Prelude to Monolith, das in Kooperation mit Firebox Records veröffentlicht wurde, entschloss sich van Cauter, das Symphony III - Monolith ohne ein Label ähnlicher Größe und Popularität zu veröffentlichen. Dabei strebte er künstlerische Freiheit und Kontrolle an. Insbesondere die breite Promotion des Albums Prelude to Monolith missfiel ihm. Als weitere Sorge führte er die kreative Einflussnahme durch Produzenten oder Label an.

„This music means too much to me to let some-one else reproduce it.“

„Diese Musik bedeutet mir zu viel, um sie von anderen überarbeiten zu lassen.“

Im September 2004 spielte er, wie die vorherigen Veröffentlichungen, Symphony III - Monolith in seinem Heimstudio Templa Libitina ein und übernahm ebenfalls Produktion und Abmischung. Entsprechend dem Anliegen das Album weniger groß zu verlegen kooperierte van Cauter mit dem italienischen Unternehmen Flood the Earth für eine CD-Veröffentlichung und gab zugleich das Album über Nulll Records zum kostenlosen Download heraus.

## Albuminformationen
Symphony III – Monolith ist das vierte Studioalbum der Band. Das 2006 erstmals veröffentlichte Album enthält 4 separate Stücke, die eine Gesamtspielzeit von 1:14:10 Stunden haben.

### Konzept
Das erste, kürzeste und einzig rein instrumentale Stück Thus … ist eine Interpretation der Passage Einleitung, oder Sonnenaufgang des Stücks Also sprach Zarathustra von Richard Strauss.
Die Gestaltung übernahm van Cauter selbst. Das Cover zeigt im Stil einer digitalen Grafikbearbeitung einen blau illuminierten rechteckigen Monolith vor einem bläulichen Horizont. Hierüber wird das Album konzeptionell mit 2001: Odyssee im Weltraum assoziiert. Unter dem Verweis sei das Album als Konzeptalbum zu verstehen mit Bezug zum Film von Stanley Kubrick zu verstehen.

### Stil
Das Album weise kaum Variationen zu vorherigen Veröffentlichungen von Until Death Overtakes Me auf. Dabei verfolge das van Cauter einen „konstruktiven Minimalismus! Ultra-langsamer Ambient Funeral Doom der sich lethargisch entfaltet und durch Feldern dunkler Gelassenheit fließt.“ Das Gitarrenspiel sei „ein Wall unterirdischer Tiefen“. „Einziger Träger von echten Tonfolgen sind die Keyboardschleier und gelegentlichen Piano- oder Orgeleinsätze, wenngleich durch die Hinzunahme der Elektronik es zuweilen fast schon zu symphonischen Arrangements kommt, die mitunter auch etwas an der Pathosgrenze kratzen“. Der Einsatz von Perkussion wird von manchen Rezensenten negiert, während andere ihn als minimalistisch gegeben sehen. Die Musik beinhalte kaum vorhanden „dröhnende Paukenschläge, zermalmende Riffs und Growls, die tiefer als das Abyss“ erscheinen. Das Ergebnis sei darüber der vermutlich „langsamste, traurigste und verzweifeltste Funeral Doom“ der je zu hören sei.

„Tout s’articule autour de guitares vrombissantes, de claviers et d’un chant ultra-guttural, le tout créant un climat où l’horreur côtoie le sublime.“

„Alles dreht sich um das Dröhnen und Klingen der Gitarre, des Keyboards und einem ultra-gutturalen Gesang, was eine Atmosphäre schafft, in der Horror auf das Erhabene trifft.“

## Wahrnehmung
Symphony III – Monolith verfüge über ein „trostloses und lebensfeindliches Flair, dem sich der geneigte Fan wieder voll und ganz hingeben kann.“ So erweise sich die Musik als düster, kontemplativ und hypnotisch. Dadurch variiere van Cauter die Musik seines Projektes zwar nicht, zeige jedoch einen atmosphärischen wie emotionalen Höhepunkt.

„This is UDOM., and Stijn himself, at their best!“

„Das ist UDOM. und Stijn höchstselbst mit einer Höchstleistung!“